# برايان بارسونز
برايان بارسونز (20 سبتمبر 1933 في المملكة المتحدة - 11 فبراير 1999 في المملكة المتحدة) (بالإنجليزية: Brian Parsons)‏ هو لاعب كريكت بريطاني. لعب مع نادي مقاطعة سري للكريكت ‏ وCombined Services cricket team ‏ ونادي جامعة كامبريدج للكريكيت ‏.

## وصلات خارجية
- برايان بارسونز على موقع إي آس بي آن كريك إنفو (الإنجليزية)